# 2011 v Izraeli

## Vláda
- prezident – Šimon Peres
- premiér – Benjamin Netanjahu (za stranu Likud)
- náčelník generálního štábu – do 14. února Gabi Aškenazi, pak Benjamin Ganc
- parlament – 18. kneset

## Události

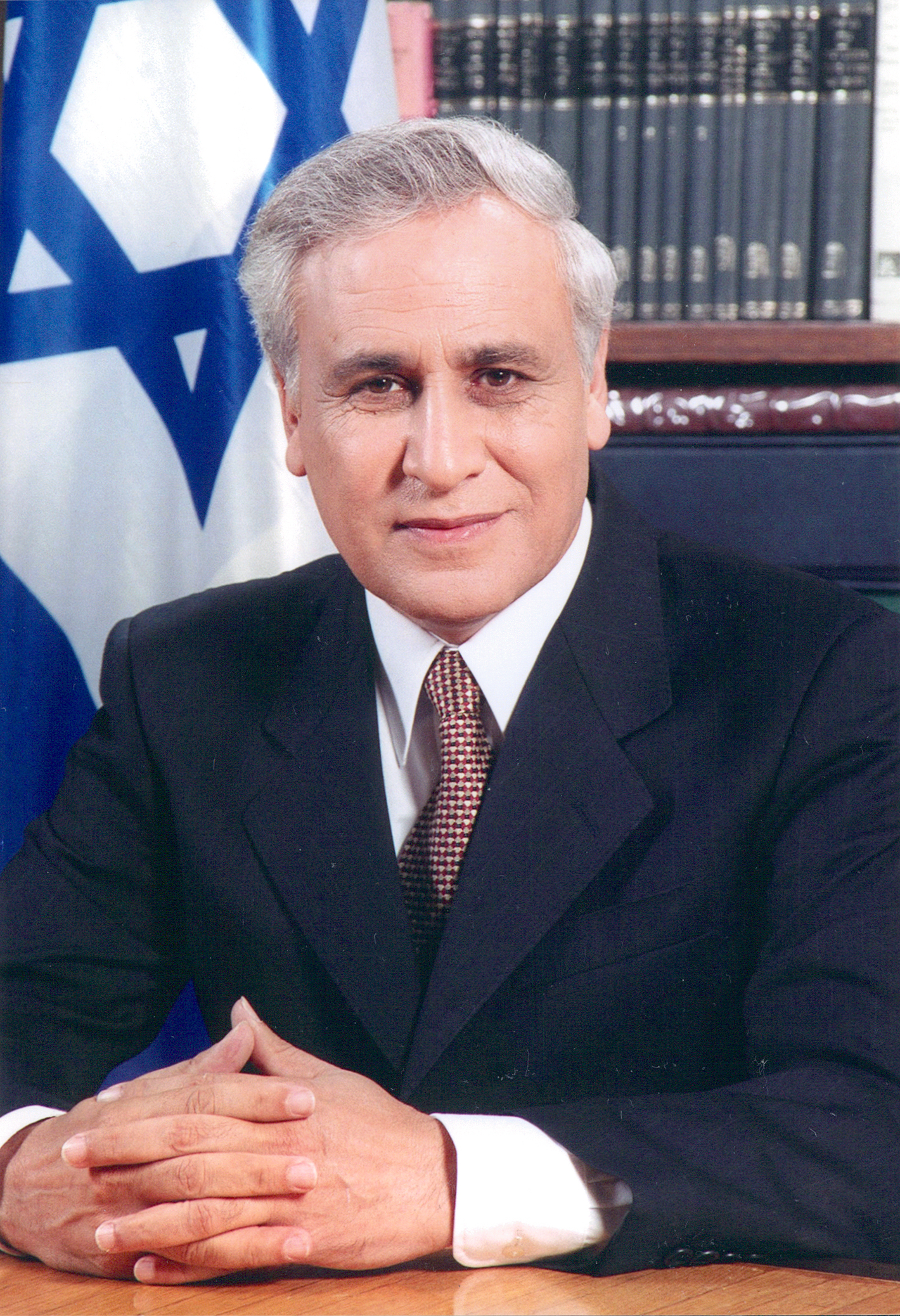
22. března: Bývalý prezident Moše Kacav byl odsouzen na sedm let nepodmíněně za znásilnění

- 17. ledna – vůdce Izraelské strany práce Ehud Barak a čtyři další poslanci za stejnou stranu oznámili založení nové „centristické sionistické a demokratické“ politické strany s názvem Acma'ut (Nezávislost).[1]
- 1. února – Premiér Benjamin Netanjahu zrušil jmenování Joava Galanta na post náčelníka generálního štábu. Stalo se tak z důvodu několik měsíců trvajícího skandálu týkajícího se obvinění z nezákonného zabrání veřejných pozemků poblíž jeho domu v mošavu Amikam. Dále mu přitížilo prohlášení státního kontrolora Michy Lindenstrausse, že Galant lhal pod přísahou o překročení jeho práv.[2][3]
- 5. února – Během nepokojů v Egyptě poničila exploze u Arabského plynovodu poblíž Al-Ariše kompresní stanici a tak zastavila tak dodávky plynu do Izraele a Jordánska.[4]
- 6. února – 24letá Anat Kammová, bývalá příslušnice armády, byla telavivským okresním soudem prohlášena vinnou prozrazením více než 2000 tajných vojenských dokumentů novináři z izraelského deníku Ha'arec.[5]
- 14. února – Benjamin Ganc se stal 20. náčelníkem generálního štábu Izraelských obranných sil.
- 22. března – Bývalý prezident Moše Kacav byl odsouzen za trestné činy znásilnění, sexuálního obtěžování a maření výkonu spravedlnosti na sedm let nepodmíněně, s podmínečným odkladem na dva roky a navíc musí oběti platit odškodné.[6]
- 24. března – Ženský basketbalový tým Elicur Ramla vyhrál finále EuroCupu. To bylo poprvé, kdy se to izraelskému ženskému basketbalovému týmu podařilo.
- 29. března – Kneset v hlasování schválil dodatek k izraelskému zákonu o občanství, který dává moc izraelským soudům odebrat občanství Izraelcům usvědčených z terorismu, pomáhání nepříteli čase války, způsobení války, služby v ozbrojených jednotkách nepřítele či špionáže.[7]
- 30. březen – Skončilo analogové televizní vysílání; z popudu Ministra komunikací všechny stanice vysílají digitálně.
- 18. dubna – Izrael se stal členem CERNu.[8]
- 27. dubna – Plynovod vedoucí dodávky do Izraele a Jordánska byl znovu zasažen explozí blízko města Al-Ariš způsobenou neznámými ozbrojenci.[9][10]
- 13. červen – Egyptské autority oznámili zatčení 27letého izraelsko-amerického občana Ilana Grapela pro podezření ze špionáže pro Izrael. Izraelská oficiální místa popřeli obvinění Egypťanů.[11]
- 17. června – Masivní exploze plynu v obytné budově na Náměstí nezávislosti v městě Netanja zabila tři teenagery (všichni byli nedávní přistěhovalci z Francie) a jednoho izraelského Araba a zranila přes 90 ostatních.[12]
- 29. června – Únik paliva v Nachal Cin: Během údržbových prací v Negevské poušti protrhl traktorbagr podzemní ropovod a způsobil masivní únik paliva.[13]
- 10. července – Izraelský premiér Benjamin Netanjahu oznámil oficiální uznání Jižního Súdánu a nabídl novému státu hospodářskou pomoc.[14]
- 12. července – Ozbrojenci vyhodili v sinajském městě Al-Ariš do povětří plynovod vedoucí do Izraele a Jordánska.[15]
- 12. července – Kneset přijal nový Zákon pro prevenci újmy Státu Izrael skrz bojkot, jenž umožňuje žalovat osobu s izraelským občanstvím nebo izraelskou organizaci, které volají po bojkotu proti Izraeli, jeho institucím nebo teritoriu pod izraelskou kontrolou a tím jim způsobují škodu.[16]
- 15. července-současnost – Protesty proti bytové krizi (Izrael)

### Izraelsko-palestinský konflikt
Nejvýznamnější události se vztahem k izraelsko-palestinskému konfliktu v roce 2011 byly:
- 23. ledna – Palestinské dokumenty: tisíce důvěrných dokumentů obsahujících diplomatickou korespondenci popisující průběh mírového procesu byly zveřejněny televizní stanicí Al-Džazíra.[17][18][19] Palestinská vláda odsoudila Al-Džazíru za zveřejnění dokumentů a popřela, že by někdy souhlasila s velkými ústupky ohledně Jeruzaléma, jak to údajně odhalovaly dokumenty.[20]
- 19. února – Spojené státy americké vetovaly rezoluci Rady bezpečnosti OSN, která kritizovala izraelské osady na Západním břehu Jordánu. [21]
- 4. dubna – Dirar abú Sisi, inženýr původem z Gazy, byl beerševským distriktním soudem obviněn z vyvíjení střel používaných k ostřelování Izraele. Sisi tvrdí, že ho unesl Mosad.[22][23][24]
- 7. dubna – Mobilní protiletadlový systém Železná kopule úspěšně zneškodnil raketu Grad, vypálenou z Pásma Gazy na izraelské město Aškelon. Stalo se tak poprvé v historii, že byla zachycena střela s krátkou dobou letu.[25]
- 24. dubna – Skupina 15 izraelských Židů vstoupila do palestinského města Nábulusu bez povinné koordinace s izraelskou armádou, aby se pomodlila u posvátného Josefova hrobu. Po dokončení modliteb skupina opouštěla Nábulus a dostala se pod palbu palestinské policie. Pět Izraelců bylo zraněno a synovec izraelské ministryně kultury a sportu Limor Livnatové byl v přestřelce zabit.[26][27]
- 5. června – Izraelské jednotky spustili palbu na pro-palestinské protestanty, kteří se pokoušeli proniknout přes izraelsko-syrskou hranici na Den Naksy, což je výročí šestidenní války. Sýrie tvrdí, že téměř 20 lidí bylo zabito a přes 325 zraněno, zatímco izraelské autority potvrdily nejméně 12 raněných.[28][29][30]
- Červenec - Flotila svobody 2
  - 19. července - Na palubu francouzské jachty Dignité Al Karama, jež byla součástí Flotily svobody 2, se nalodilo izraelské komando a loď byla následně eskortována do ašdodského přístavu. Událost se obešla bez násilí.[31]

#### Významné palestinské ozbrojené útoky proti izraelským cílům
Nejvýznamnější palestinské ozbrojené útoky vykonané proti izraelským cílům v roce 2011 byli následující:

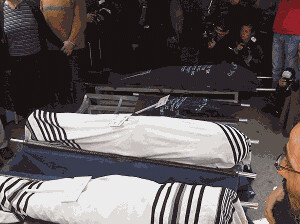
Pohřeb obětí Itamarského útoku v Giv'at Ša'ulu

- 12. března – Itamarský útok: dva palestinští teenageři ozbrojení noži vnikli do Itamaru, osady na Západním břehu Jordánu a ubodali pět členů jedné domácnosti, včetně rodičů a jejich tři děti ve věku 11 let, 3 let a 4 měsíců.[32][33]
- 23. března – Výbuch bomby v jeruzalémské autobusové zastávce: výbušné zařízení umístěné v kufříku položeném na chodníku vybuchlo vedle autobusu číslo 74 blízko komplexu kongresového centra. 1 žena zemřela a nejméně 50 lidí bylo raněno.[34][35][36]
- 4. dubna – Izraelský herec a mírový aktivista Juliano Mer Chámis židovsko-arabského původu je zastřelen na Západním břehu maskovanými útočníky.[37]

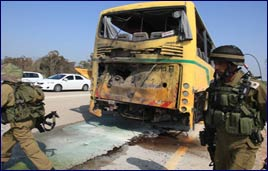
Školní autobus zasažený raketou vypálenou z Pásma Gazy

- 7. dubna – Raketový útok Hamásu na školní autobus: protitanková střela vypálená z Pásma Gazy zasáhla školní autobus, mírně zranila řidiče a smrtelně zranila 16letého kluka.[38]

#### Významné izraelské ozbrojené útoky proti palestinským cílům
Nejvýznamnější izraelské protiteroristické operace vykonané proti Palestincům v roce 2011 byly následující:
- 15. března – Izraelské vojenské námořnictvo zadrželo nákladní loď Victoria, kde bylo nalezeno množství moderních zbraní, údajně pašovaných z Íránu bojovým organizacím, operujících v Pásmu Gazy.[39]
- 16. března – Izraelské vojenské letectvo zaútočily na výcvikový tábor organizace Brigády Izz ad-Dína al-Kassáma nacházející se v jižní části města Gazy v odpověď na raketu vypálenou na Izrael z Pásma Gazy. Palestinci oznámili 3 zabité a 3 raněné.[40][41]

## Plánované události
- Srpen – Jeruzalémská tramvajová síť by měla být dokončena.
- Metronit v Haifě by měl být dokončen.
- Izraelská bezpečnostní bariéra by měla být dokončena.

## Významná úmrtí
- 3. ledna – Josef Šilo'ach (nar. 1941), herec[42]

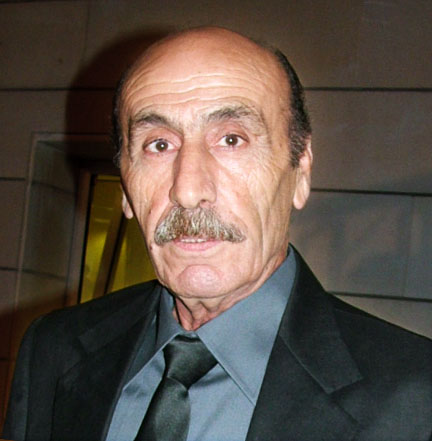
Josef Šilo'ach

Al Schwimmer

- 11. ledna – Ze'ev Segal (nar. 1947), novinář a právník[43]
- 13. ledna – Tuvia Friedman (nar. 1922), lovec nacistů[44]
- 14. ledna – David Koren (nar. 1917), politik[45]
- 20. ledna – Sonja Peresová (nar. 1923), manželka izraelského prezidenta Šimona Perese[46]
- 10. února – Michael Harsegor (nar. 1924), historik[47]
- 24. února – Jerrold Kessel (nar. 1945), novinář a spisovatel[48]
- 28. února – Netiva Ben Jehuda (nar. 1928), spisovatel[49]
- 12. března – Taufík Túbí (nar. 1922), arabský komunistický politik[50]
- 14. března – Giora Lešem (nar. 1940), básník a publicista
- 18. března – Ze'ev Boim (nar. 1943), politik[51]
- 22. března – Re'uven Šefer (nar. 1925), herec
- 30. března – Ja'akov Jacques Amir (nar. 1933), politik[52]
- 30. března – Tamar Golan (nar. 1933), novinářka a diplomatka[53]
- 4. dubna – Juliano Mer Chámis (nar. 1958), herec, filmový režisér a politický aktivista[54]
- 25. dubna – Avraham Ti'ar (nar. 1924), politik
- 1. května – Moše Landau (nar. 1912), právník a předseda Izraelského nejvyššího soudu[55]
- 5. května – Josef Merimovič (nar. 1924), fotbalista a manažer
- 20. května – Arje Handler (nar. 1915), sionistický vůdce[56]
- 24. května – Arthur Goldreich (nar. 1929), politický aktivista[57]
- 3. června – Sammy Ofer (nar. 1922), byznysmen a nejbohatší muž v Izraeli[58]
- 7. června – Gavri'el Cifroni (nar. 1914), novinář
- 7. června – Chajim Jisra'eli (nar. 1927), státní úředník
- 10. června – Al Schwimmer (nar. 1917), byznysmen a zakladatel Israel Aerospace Industries[59]
- 16. června – Jehuda Kiel (nar. 1916), komentátor Bible[60]
- 17. června – Natan Šaron (nar. 1925), biochemik
- 27. června – Michel Jehuda Lefkowitz (nar. 1913), rabín[61]
- 29. července – El'azar Abuchacira (nar. 1941), ortodoxní sefardský rabín[62]
- 29. července – Šulamit Šamirová (nar. 1923), manželka bývalého premiéra Jicchaka Šamira[63]
- 5. srpna – Adi Talmor (nar. 1953), novinář[64]
- 11. srpna – Noah Flug (nar. 1925)
- 20. srpna – Rafael Halperin (nar. 1924)
- 29. srpna – Ajala Zacks-Abramov (nar. 1912)
- 6. září – Dan David (nar. 1929)
- 11. září – Juli Ofer (nar. 1924), podnikatel[65]
- 26. září – Micha'el Šor (nar. 1920), bývalý generální ředitel IMI
- 27. září – Ida Finková (nar. 1921), spisovatelka
- 2. října – Moše Wertman (nar. 1924), politik[66]
- 4. října – Chanan Porat (nar. 1943), rabín a politik[67]
- 4. října – Šmu'el Šílo (nar. 1929)
- 7. října – Avner Treinin (nar. 1928)
- 23. října – Amnon Salomon (nar. 1940)

## Hlavní veřejné svátky
- Tu bi-švat - soumrak 19. ledna až do soumraku 20. ledna
- Půst Ester – 17. března (od úsvitu do soumraku)
- Purim – soumrak 19. března až do soumraku 20. března
- Šušan Purim – soumrak 20. března až do soumraku 21. března
- Půst prvorozených – 18. dubna (od úsvitu do soumraku)
- Pesach a Chol ha-mo'ed – západ slunce 18. dubna až do soumraku 25. dubna
- Jom ha-šo'a – soumrak 30. dubna až do soumraku 1. května
- Jom ha-zikaron – soumrak 8. května až do soumraku 9. května
- Jom ha-acma'ut – soumrak 9. května až do soumraku 10. května
- Lag ba-omer – soumrak 21. května až do soumraku 22. května
- Jom Jerušalajim – soumrak 31. května až do soumraku 1. června
- Šavu'ot – západ slunce 7. června až do soumraku 8. června
- Půst 17. tamuzu – 19. června (od úsvitu do soumraku)
- Tiš'a be-av – západ slunce 8. srpna až do soumraku 9. srpna
- Roš ha-šana – západ slunce 28. září až do soumraku 30. září
- Půst Gedaljův – 2. října (od úsvitu do soumraku)
- Jom kipur – západ slunce 7. října až do soumraku 8. října
- Sukot a Chol ha-mo'ed – západ slunce 13. října až do soumraku 19. října
- Simchat Tóra/Šmini aceret – západ slunce 19. října až do soumraku 20. října
- Chanuka – soumrak 20. prosince až do soumraku 28. prosince